# مارکوس روبرتو دا سیلوا باربوسا
مارکوس روبرتو دا سیلوا باربوسا (به پرتغالی: Marcos Roberto da Silva Barbosa) مدافع اهل برزیل است که در شهر سائو کتانو دو سول و در تاریخ ۲۱ اکتبر ۱۹۸۲ به دنیا آمده‌است.

مارکوس روبرتو دا سیلوا باربوسا تاکنون در ۸ ۸ باشگاه فوتبال بازی کرده و موفق به زدن ۹ گل نیز شده است.
مارکوس روبرتو دا سیلوا باربوسا در تیم‌های فوتبال کورینتیانس سابقهٔ حضور دارد.